# Alvarado (Teksas)
Alvarado – miasto w Stanach Zjednoczonych, w stanie Teksas, w hrabstwie Johnson.